# Monti Sobaek
I Monti Sobaek (소백산맥?, 小白山脈?, Sobaek-SanmaekLR) sono la più grande catena montuosa della parte meridionale della Corea del Sud. La catena, lunga 350 km, si estende verso sud-ovest dal monte T'aebaek (1561 m), nella provincia del Kangwŏn, a nord, fino alla penisola di Kohŭng, a sud, nei pressi di Yŏsu. Le sue cime più alte, i monti Sobaek (1450 m), Munju (742 m), Songni (1057 m), Dŏkyu (1608 m) e Baegun (1277 m), costituiscono altrettanti spartiacque della parte meridionale della Corea del Sud. Il Chiri-san (1915 m), nel settore sud-occidentale della catena, è stato dichiarato parco nazionale.